# Deportivo Guelatao

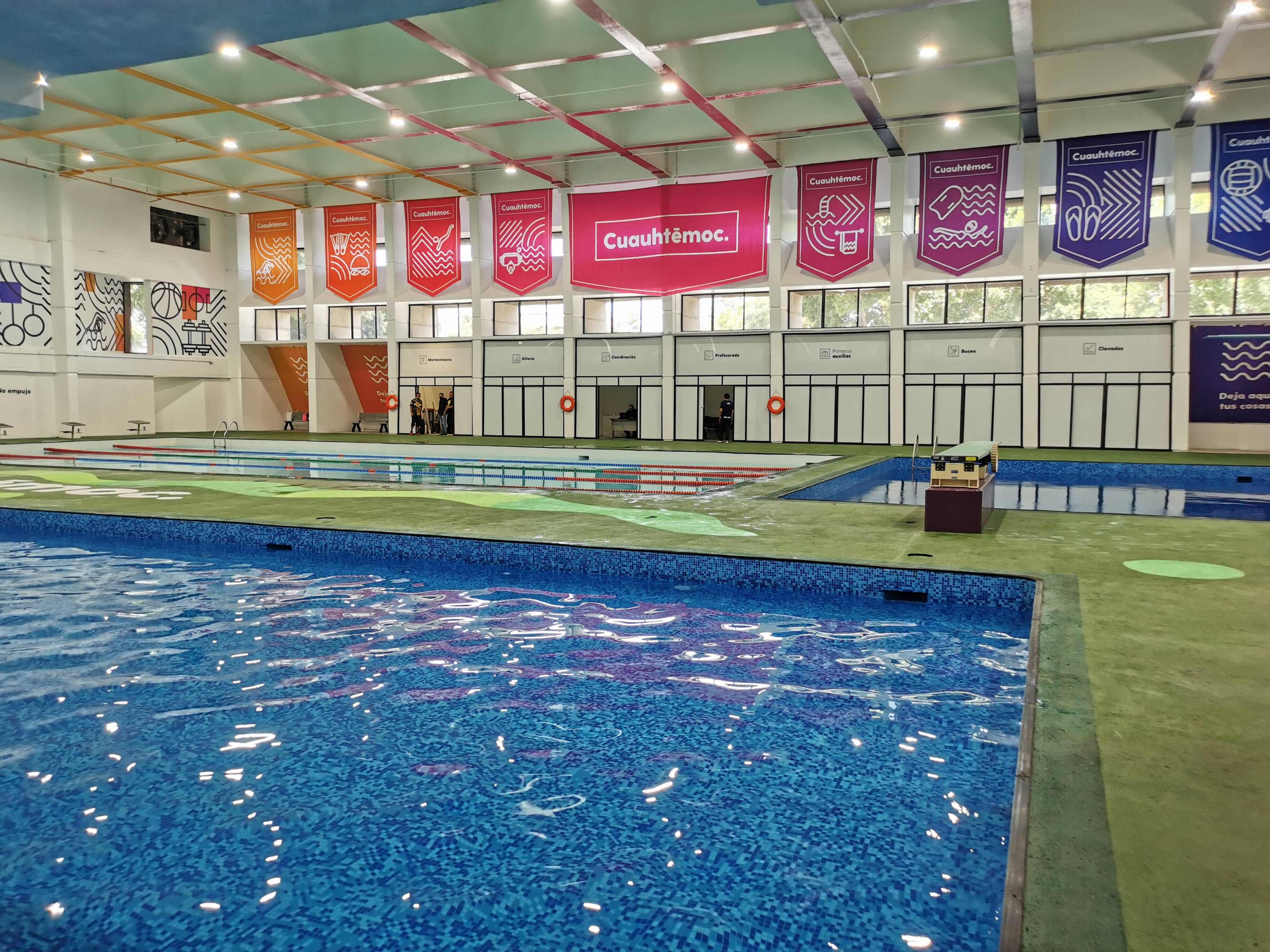
Alberca en el Deportivo Guelatao

El Deportivo Guelatao o Centro Social y Deportivo Guelatao es un complejo deportivo, ubicado en la alcaldía Cuauhtémoc, en la Ciudad de México. Fue inaugurado en 1975.

## Historia
El edificio se construyó en lo que era el mercado La Lagunilla, el cual al ser demolido se utilizó para ser estacionamiento público.
En junio de 1975 el presidente Luis Echeverría inauguró el edificio de siete niveles, pero no pudo ser utilizado porque fungió como albergue para familias damnificadas de un incendio de una vecindad. Posteriormente fue sede de los Juegos Panamericanos.
En 2017 fue renovado con una inversión de la Delegación Cuauhtémoc y la Comisión Nacional de Cultura Física y Deporte, pero el sismo del mismo año le causó daños.

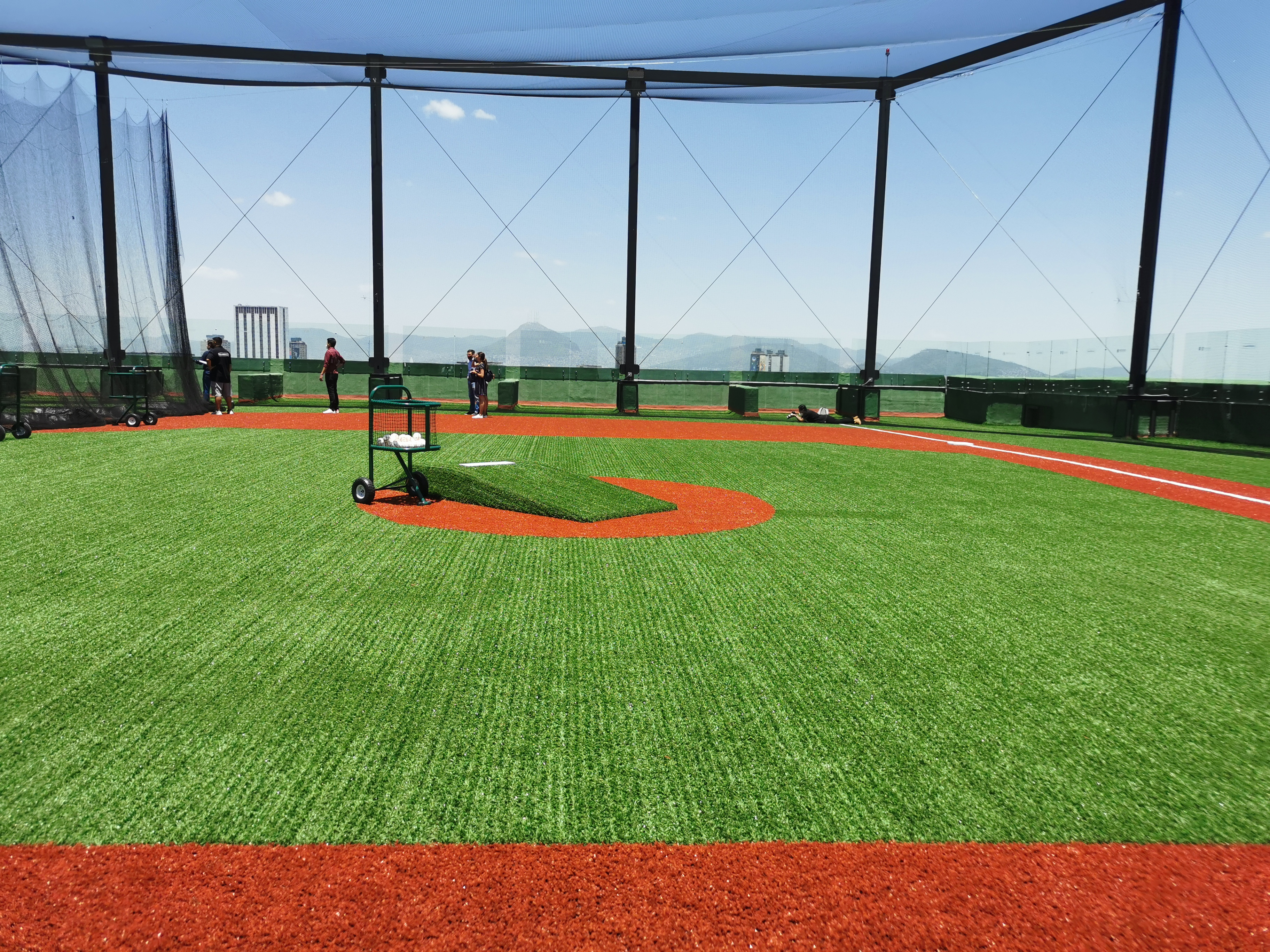
Jaula de bateo

En  2020 se inició el rescate, con una inversión de más $17 millones de pesos, recuperando varios espacios como la duela de basquetbol techada, la alberca, se creó una jaula de bateo en la azotea del edificio y una terraza con una vista panorámica de la CDMX.

## Actividades
Las actividades que se pueden desarrollar son:
- Yoga
- Danza folklórica
- Kick boxing
- Música
- Fisicoculturismo
- Basquetbol
- Zumba
- Handball
- Tiro con arco
- Karate do
- Tae kwon do

- Gimnasia de conservación
- Lucha libre
- Gimnasia artística
- Gimnasia olímpica
- Gimnasia rítmica
- Lucha olímpica
- Sambo
- Muay thai
- Judo
- Aikido
- Box
- Karate do
- Natación
- Béisbol